# Einar Nordendahl
Einar Henrik Nordendahl, född 6 september 1879 i Borås, död 5 november 1960, var en svensk ingenjör.
Nordendahl var son till folkskoleinspektör Carl Nordendahl och Lotten Hellgren och äldre bror till sjuksköterskan Kerstin Nordendahl. Han avlade studentexamen i Göteborg 1898 och avgångsexamen från Kungliga Tekniska högskolans fackavdelning för väg- och vattenbyggnadskonst 1902. Han företog studieresor och var anställd i USA 1902–1905, var posthavande ingenjör och arbetschef vid vattenkraftsanläggningar 1906–1909, kommunaltekniker i Borås, Halmstad och Kristianstad 1909–1918, bland annat stadsingenjör i Kristianstad, arbetschef för nya Lidingöbron 1917–1925, sekreterare och föreståndare för Svenska väginstitutet 1925–1928, byggnadschef för Stockholmsutställningen 1930 1928–1930 och chef för Stockholmsförorternas regionplanekontor 1930–1935.
Nordendahl var ledamot av Svenska vägföreningens styrelse från 1928, föreningens sekreterare och redaktör för dess tidskrift från 1935, speciallärare vid Kungliga Tekniska högskolan i industriell ekonomi 1919–1931, ledamot av Stockholms gatunämnd från 1936 och av statens trafikkommitté till 1942. Han skrev Beskrivning över nya Lidingöbron (1928) och ett antal artiklar rörande trafik- och vägfrågor. Han invaldes som ledamot av Kungliga Ingenjörsvetenskapsakademien 1943.